# Harry Wilson (attore)
Harry Wilson (Londra, 22 novembre 1897 – Woodland Hills, 6 settembre 1978) è stato un attore britannico.
Interprete di oltre 300 ruoli tra il 1928 e il 1965, spesso si definì come "l'uomo più brutto di Hollywood".

## Filmografia parziale

### Cinema
- The Racket, regia di Lewis Milestone (1928)
- Il mago di Oz (The Wizard of Oz), regia di Victor Fleming (1939)
- Sul sentiero dei mostri (One Million B.C.), regia di Hal Roach (1940)
- Il grande dittatore (The Great Dictator), regia di Charlie Chaplin (1940)
- L'isola sconosciuta (Unknown Island), regia di Jack Bernhard (1948)
- Egli camminava nella notte (He Walked by Night), regia di Alfred L. Werker (1948)
- La figlia di Frankenstein (Frankenstein's Daughter), regia di Richard E. Cunha (1958)
- A qualcuno piace caldo (Some Like It Hot), regia di Billy Wilder (1959)
- I 4 di Chicago (Robin and the 7 Hoods), regia di Gordon Douglas (1964)

### Televisione
- Mickey Rooney Show (The Mickey Rooney Show) – serie TV, episodio 1x10 (1954)
- La valle dell'oro (Klondike) – serie TV, episodio 1x17 (1961)
- Dakota (The Dakotas) – serie TV, episodio 1x04 (1963)
- The Dick Powell Show – serie TV, episodio 2x18 (1963)

## Doppiatori italiani
- Cesare Polacco in A qualcuno piace caldo